# Katastrofa lotu Air Algerie 6289
Katastrofa lotu Air Algerie 6289 wydarzyła się 6 marca 2003 roku w Algierii. Samolot Boeing 737-200 (nr rej. 7T-VEZ) linii Air Algerie (lot nr 6289) rozbił się o godzinie 14:45 GMT (15:45 czasu lokalnego) w czasie startu z lotniska Aguenar Airport w Tamanrasset, 180 metrów od końca pasa startowego. W katastrofie zginęły 102 osoby (96 pasażerów i 6 członków załogi), przeżyła jedna osoba.
Samolot odbywał regularny lot rejsowy do Ghardaji. W czasie wznoszenia doszło do nagłej awarii lewego silnika Boeinga, przez co ten gwałtowne przechylił się na lewą stronę. Samolot stracił wysokość i rozbił się 180 metrów od końca pasa startowego. Kapitan maszyny do ostatniej chwili usiłował ratować samolot.

## Narodowości pasażerów i załogi lotu 6289
| Kraj            | Pasażerowie | Załoga | Razem |
| --------------- | ----------- | ------ | ----- |
| Algieria        | 78          | 6      | 84    |
| Francja         | 9           | 0      | 9     |
| Kanada          | 5           | 0      | 5     |
| Holandia        | 2           | 0      | 2     |
| Japonia         | 1           | 0      | 1     |
| Niemcy          | 1           | 0      | 1     |
| Wielka Brytania | 1           | 0      | 1     |
| Razem           | 97          | 6      | 103   |